# Guerra de la Independència d'Estònia
La Guerra d'Independència d'Estònia, també coneguda com la Guerra d'Alliberament d'Estònia, va ser una campanya defensiva de l'Exèrcit d'Estònia i els seus aliats, especialment el Regne Unit, contra l'ofensiva cap a l'oest de 1918-1919 de la Rússia Soviètica i l'agressió de 1919 de la proalemanya Baltische Landeswehr. La campanya va ser la lluita del nou estat democràtic d'Estònia per la independència després de la Primera Guerra Mundial. Va donar com a resultat una victòria per a Estònia i es va concloure el 1920 amb el Tractat de Tartu.

## Prefaci
Durant la Revolució Russa de 1917, el recentment elegit parlament provincial (Dieta Estatal o Maapäev) de la Governació Autònoma d'Estònia es va proclamar la màxima autoritat sobirana a Estònia, en lloc del nou govern bolxevic de Rússia. Com a resultat, els bolxevics locals aviat van dissoldre la Maapäev i van obligar temporalment el lideratge estonià elegit democràticament a la clandestinitat a la capital Tallinn. Uns mesos més tard, al febrer de 1918, aprofitant l'interval entre la retirada de l'Exèrcit Roig i l'arribada de l'Exèrcit Alemany Imperial, el Comitè de Salvació format per la Maapäev va emetre la Declaració de la Independència d'Estònia a Tallinn el 24 de febrer de 1918 i va formar el Govern Provisional d'Estònia. Aquest primer període de independència va ser extremadament breu, ja que les tropes alemanyes van entrar a Tallinn l'endemà. Les autoritats alemanyes no van reconèixer ni el govern provisional ni la seva proclamació d'independència d'Estònia.
Després de la Revolució Alemanya amb la capitulació de l'Imperi Alemany al final de la Primera Guerra Mundial, entre l'11 i el 14 de novembre de 1918, els representants d'Alemanya van lliurar formalment el poder polític al Govern Provisional d'Estònia. El 16 de novembre de 1918, el govern provisional va fer una crida a la mobilització voluntària i va començar a organitzar les forces armades estonianes, amb Konstantin Päts com a Ministre de Guerra, el general major Andres Larka com a cap d'estat major, i el general major Aleksander Tõnisson com a comandant de l'exèrcit estonià, inicialment format per una divisió.

### Ofensiva soviètica cap a l'oest

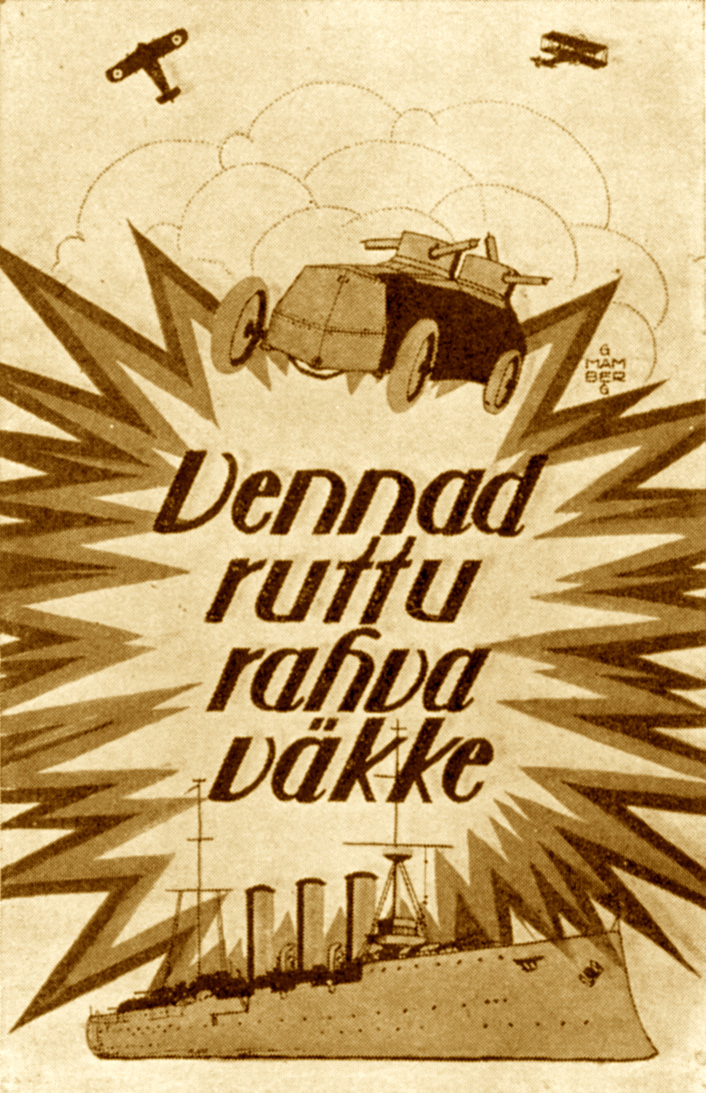
"Germans, afanyeu-vos a unir-vos a l'exèrcit de la nació!" Cartell de reclutament de l'exèrcit estonià el 1918

A final de novembre de 1918, les forces armades soviètiques durant l'ofensiva cap a l'oest de la Rússia Soviètica de 1918-1919 van avançar contra Estònia. El 28 de novembre de 1918, la 6a Divisió de Fusellers Roja Soviètica va atacar la ciutat fronterera de Narva, marcant l'inici de la Guerra d'Independència d'Estònia.
La 6a Divisió de Fusellers Roja Soviètica va atacar amb 7.000 infants, 22 canons de campanya, 111 metralladores, un tren blindat, dos vehicles blindats, dos avions i el creuer de la classe Bogatyr Oleg amb el suport de dos destructors. La ciutat era defensada per homes de la Lliga de Defensa Estoniana (Guàrdia Nacional) (formada en part per estudiants de secundària) i l'[nfanterie-Regiment Nr. 405 de l'Exèrcit Alemany. Els rojos van capturar Narva el 29 de novembre i l'Infanterie-Regiment Nr. 405 es va retirar cap a l'oest.
La 2a Divisió de Novgorod Soviètica va obrir un segon front al sud del Llac Peipus, amb 7.000 infants, 12 canons de campanya, 50 metralladores, dos trens blindats i tres vehicles blindats.
Les forces militars estonianes en aquell moment consistien en 2.000 homes amb armes lleugeres i uns 14.500 homes mal armats a la Lliga de Defensa d'Estònia. A finals de novembre de 1918 es va formar el Batalló Bàltic, principalment una companyia de metralladores muntades més infanteria. La minoria alemanya bàltica d'Estònia va proporcionar una considerable tropa de milícia voluntària per al Batalló, que va ser una de les primeres unitats de combat de l'Exèrcit d'Estònia i va mantenir una lleialtat ferma a l'autoritat de la República.
El 49è Regiment de Fusellers Letons va prendre el nus ferroviari de Valga el 18 de desembre i la ciutat de Tartu la nit de Nadal. També la nit de Nadal, la 6a Divisió de Fusellers Roja va capturar el nus ferroviari de Tapa, avançant fins a 34 quilòmetres de la capital de la nació, Tallinn. Els bolxevics estonians van declarar la Comuna de Treballadors d'Estònia a Narva. A finals d'any, el 7è Exèrcit Roig controlava Estònia al llarg de la línia del front 34 quilòmetres a l'est de Tallinn, a l'oest de Tartu i al sud d'Ainaži.

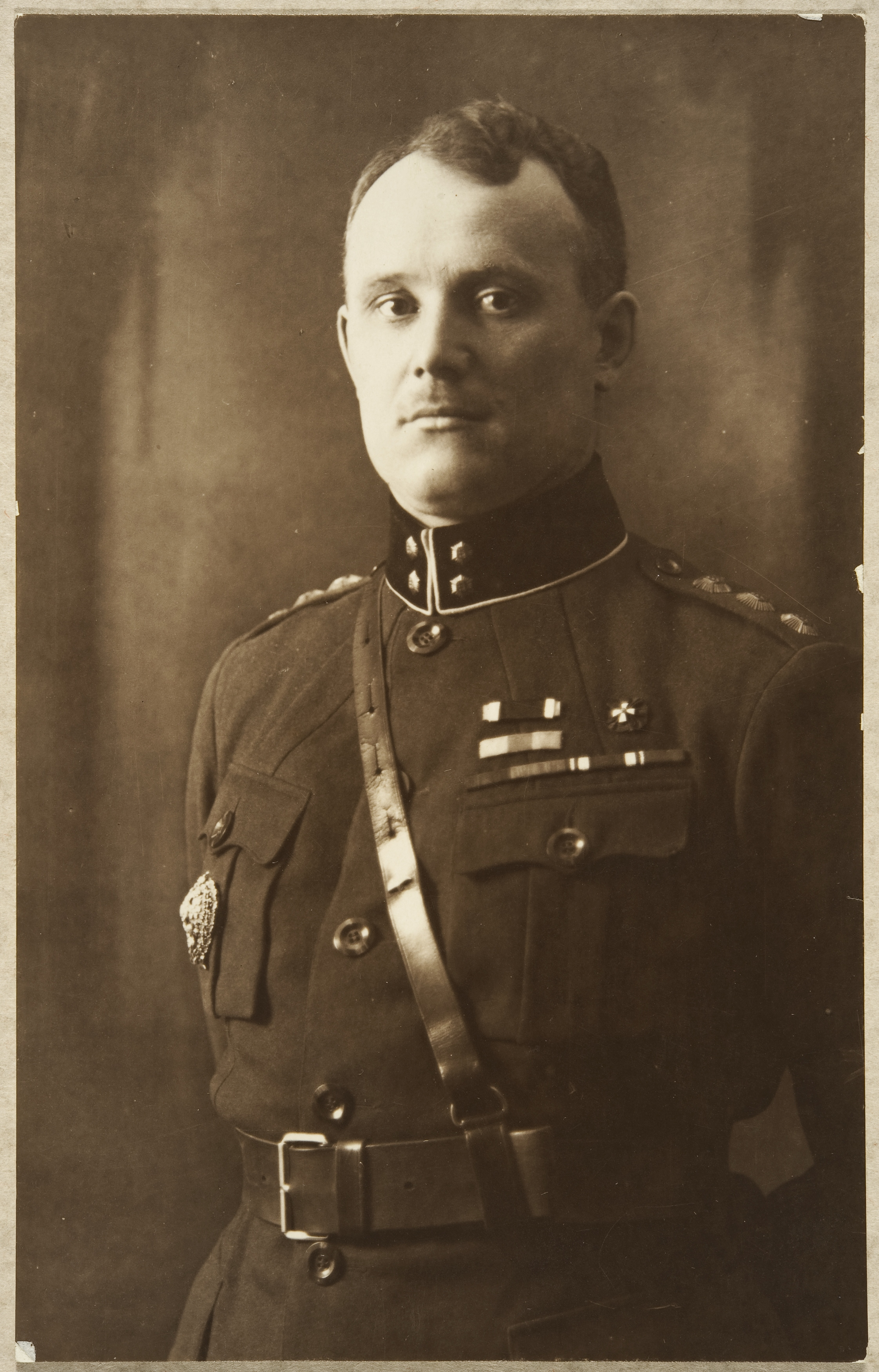
General Laidoner durant la Guerra d'Independència

El coronel Johan Laidoner va ser nomenat Comandant en cap de les forces armades estonianes. Va reclutar 600 oficials i 11.000 voluntaris el 23 de desembre de 1918.

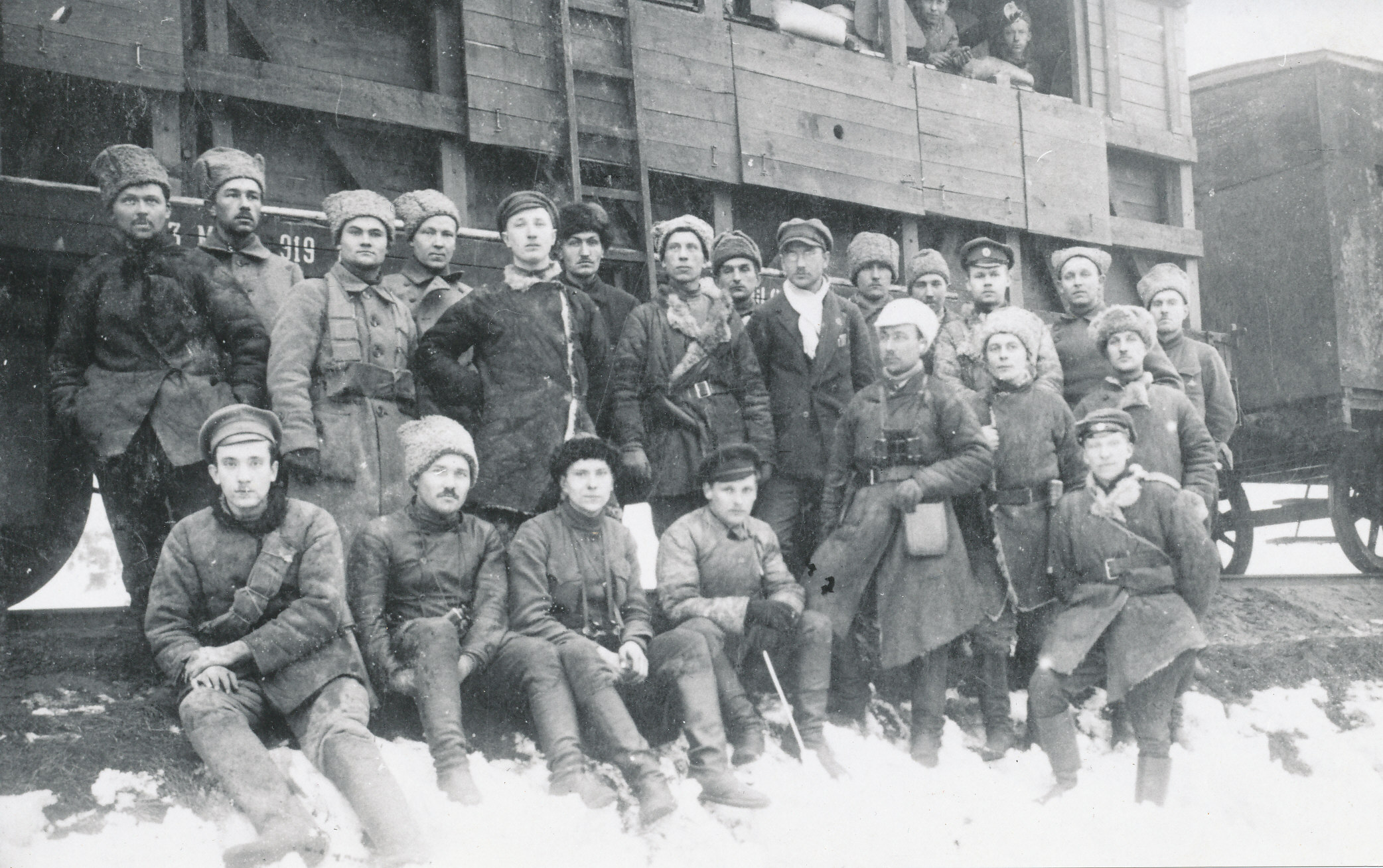
Oficials del tren blindat estonià núm. 1 el desembre de 1918

 Va reorganitzar les forces creant la 2a Divisió Estoniana al sud d'Estònia sota el comandament del coronel Viktor Puskar, juntament amb unitats de comandos, com el Batalló de Partisans de Tartumaa i el Batalló Kalevi Malev.
El govern nacional va obtenir ajuda estrangera. El 5 de desembre, Finlàndia va lliurar 5.000 fusells i 20 canons de campanya juntament amb munició.
Un esquadró de la Royal Navy britànica comandat pel Contraalmirall Sir Edwyn Alexander-Sinclair va arribar a Tallinn el 31 de desembre i va lliurar 6.500 fusells, 200 metralladores i dos canons de campanya. L'esquadró va capturar dos destructors russos, l' Spartak i l' Avtroil, i els va lliurar a Estònia, que els va rebatejar com a Vambola i Lennuk.
El 2 de gener, van arribar a Estònia unitats de voluntaris finlandesos amb 2.000 homes Es van construir tres trens blindats a Tallinn sota el comandament del capità naval Johan Pitka i el capità Karl Parts.

### Alliberament del territori estonià

La primera celebració del Dia de la Independència d'Estònia a Tallinn el 24 de febrer de 1919

A principis de 1919, l'Exèrcit Estonià havia augmentat les files fins a un total de 13.000 homes, amb 5.700 al front que s'enfrontava a 8.000 soviètics. L'enfortit Exèrcit Estonià va aturar l'avanç del 7è Exèrcit Roig entre el 2 i el 5 de gener de 1919 i va passar a la contraofensiva el 7 de gener.
Tapa va ser alliberada dos dies després en una campanya destacada per la implementació dels molt exitosos soomusrongid (trens blindats). Aquest gir dels esdeveniments va ser seguit ràpidament per l'alliberament de la ciutat de Rakvere el 12 de gener. Durant l'alliberament de Narva, una força finlandesa-estoniana de 1.000 homes va desembarcar a Utria a la rereguarda de la 6a Divisió de Fusellers Roja Soviètica el 17 de gener. En fer-ho, es va impedir la retirada cap a l'est de les forces soviètiques. L'endemà es va alliberar Narva. Com a conseqüència d'això, el front nord-oriental es va estabilitzar al llarg del riu Narva. En 11 dies, la 1a Divisió havia avançat 200 km.
A l'esfera meridional del conflicte, Tartu va ser alliberada mitjançant el ràpid desplegament de trens blindats i el Batalló de Partisans de Tartumaa. La 2a Divisió va continuar avançant cap al sud, enfrontant una creixent resistència soviètica. A la Batalla de Paju, el Batalló de Partisans de Tartumaa i els voluntaris finlandesos van expulsar els Fusellers Letons Rojos de Valga el 31 de gener.

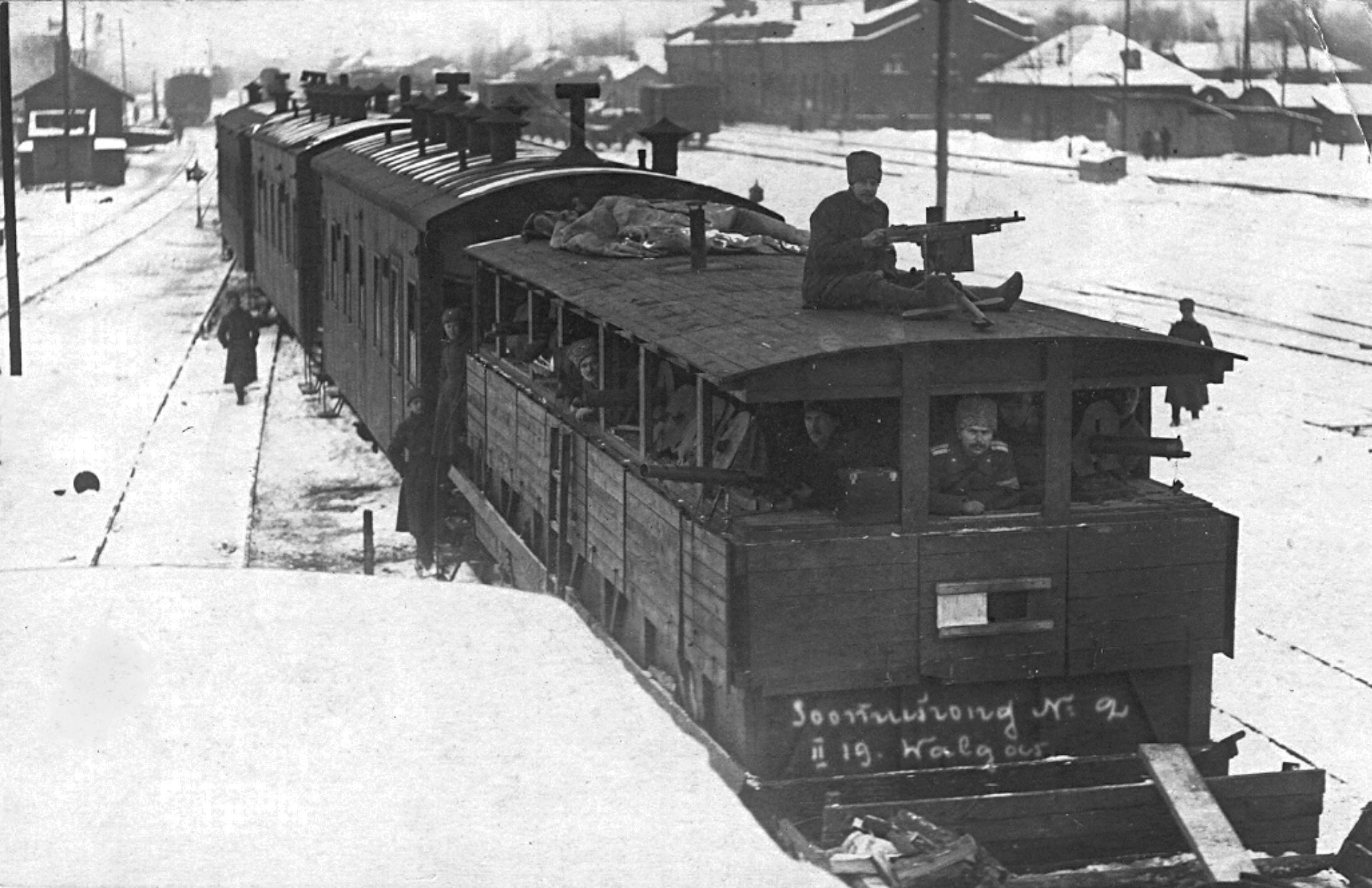
Tren blindat estonià a Valga el febrer de 1919

El 7è Exèrcit Roig va ser derrotat fora de les fronteres de l'Estònia contemporània i el front de batalla va continuar cap a l'exterior, cap a l'antiga i històrica zona d'assentament estonià A la segona meitat de febrer, l'avanç estonià cap al sud va capturar Salacgrīva i Alūksne. Aquest avanç va ser aviat aturat per un reforçament soviètic ostensiblement per a una nova ofensiva expansionista a Estònia. En el primer Dia de la Independència del 24 de febrer de 1919, les forces estonianes pro-independència al front consistien en 19.000 homes, 70 canons de campanya i 230 metralladores. Estònia s'havia convertit en el primer país a repel·lir l'ofensiva soviètica cap a l'oest.
A la segona meitat de febrer, els exèrcits rojos van iniciar la nova ofensiva soviètica per capturar Estònia. Amb aquesta finalitat, els soviètics van establir el que es coneixia com el nou "Exèrcit Roig" Estonià. Aquesta força considerable consistia en més de 80.000 reclutes. En posicions al llarg del riu Narva, la 1a Divisió Estoniana i el seu aliat Cos Rus del Nord van repel·lir els atacs del 7è Exèrcit Roig. L'Exèrcit Roig va bombardejar intensament Narva, deixant unes 2.000 persones sense llar, però finalment no va reeixir capturar la ciutat. La majoria de les forces soviètiques es van concentrar al front sud i al llarg d'ella.
L'anomenat "Exèrcit Roig" Estonià va capturar les parròquies d'Alūksne, Setomaa, Vastseliina i Räpina abans del 15 de març. Després de rebre reforços, la 2a Divisió Estoniana va contraatacar i va recuperar Petseri el 29 de març. Posteriorment, l'"Exèrcit Roig" Estonià va ser empès darrere del riu Optjok. El 27 de març, la 3a Divisió Estoniana va ser desplegada al llarg del flanc occidental del front sud sota el comandament del general major Ernst Põdder. A Võru, la situació es va tornar crítica el 22 d'abril quan l'Exèrcit Roig es va acostar a 1,5 km de la ciutat. Intenses lluites van continuar al front sud-est fins a la primera meitat de maig.
El 25 d'abril, els Fusellers Letons Rojos van capturar Rūjiena, però aviat van ser obligats a retrocedir per la 3a Divisió fins a la línia Salacgrīva-Seda-Gauja.

### Eleccions estonianes i formació d'unitats estrangeres

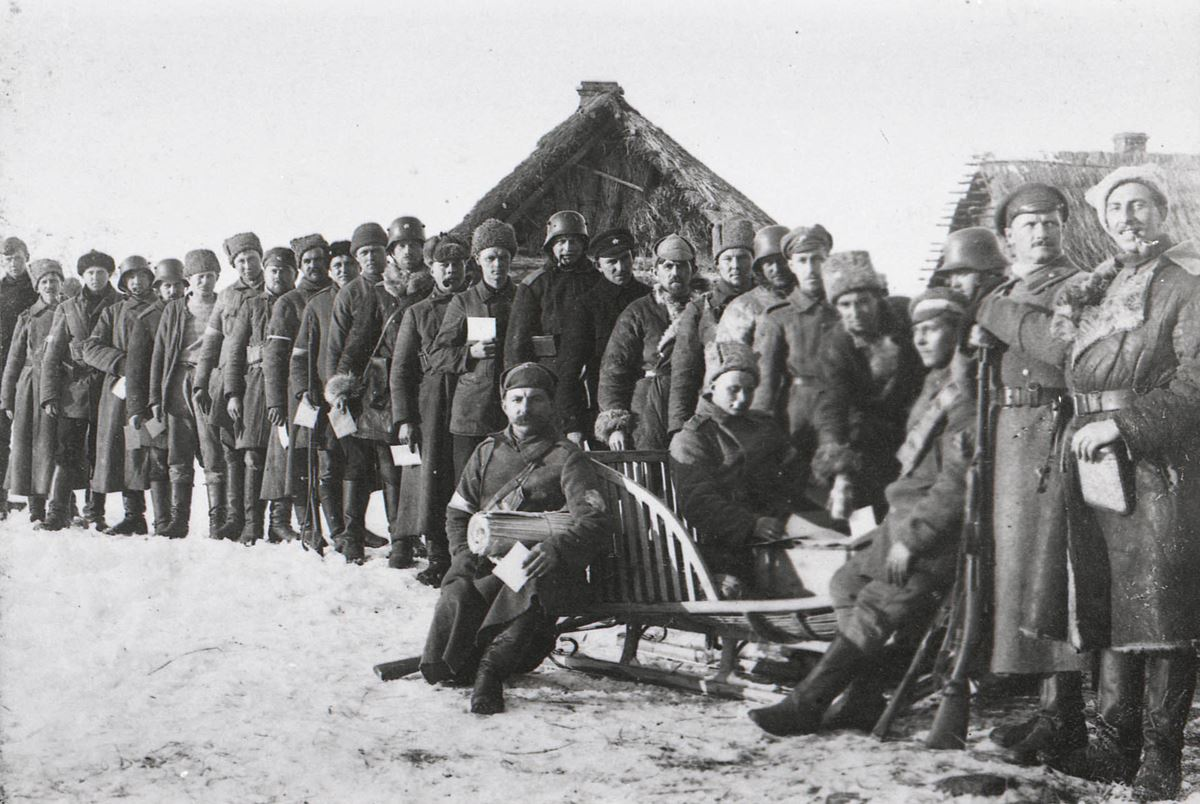
Soldats estonians participant a les eleccions a l'Assemblea Constituent l'abril de 1919

Entre el 5 i el 7 d'abril de 1919 es va elegir l'Assemblea Constituent d'Estònia. Les eleccions van ser guanyades pels partits d'esquerra i de centre. Els 120 membres de l'Assemblea Constituent es van reunir a la sessió inaugural el 23 d'abril i van elegir el socialdemòcrata August Rei com a president. El govern provisional es va retirar i es va formar un nou govern encapçalat per Otto Strandman. El 4 de juny, l'assemblea va adoptar una Constitució temporal d'Estònia. El 10 d'octubre es va aprovar la Llei de Reforma Agrària, que va confiscar i redistribuir les grans propietats dels germanobàltics que cobrien més de la meitat del territori d'Estònia.
Estònia va ajudar activament a organitzar forces russes blanques, letones i ingrians al territori de la República. El Cos del Nord Rus Blanc s'hi havia començat a organitzar des del desembre de 1918. El 18 de febrer es va signar un acord entre Estònia i Letònia, que permetia la formació de forces letones sota el comandament estonià però utilitzant-les només al front sud. La Brigada del Nord de Letònia sota el comandament de Jorģis Zemitāns es va formar amb ciutadans de Letònia que havien fugit a Estònia. El març de 1919 es va signar un acord amb el Comitè Popular Nacional Ingrià per a la formació d'un batalló ingrià. El maig de 1919, hi havia 6.000 russos, 4.000 letons i 700 ingrians a les seves respectives unitats nacionals.

### Ofensives a Rússia i Letònia

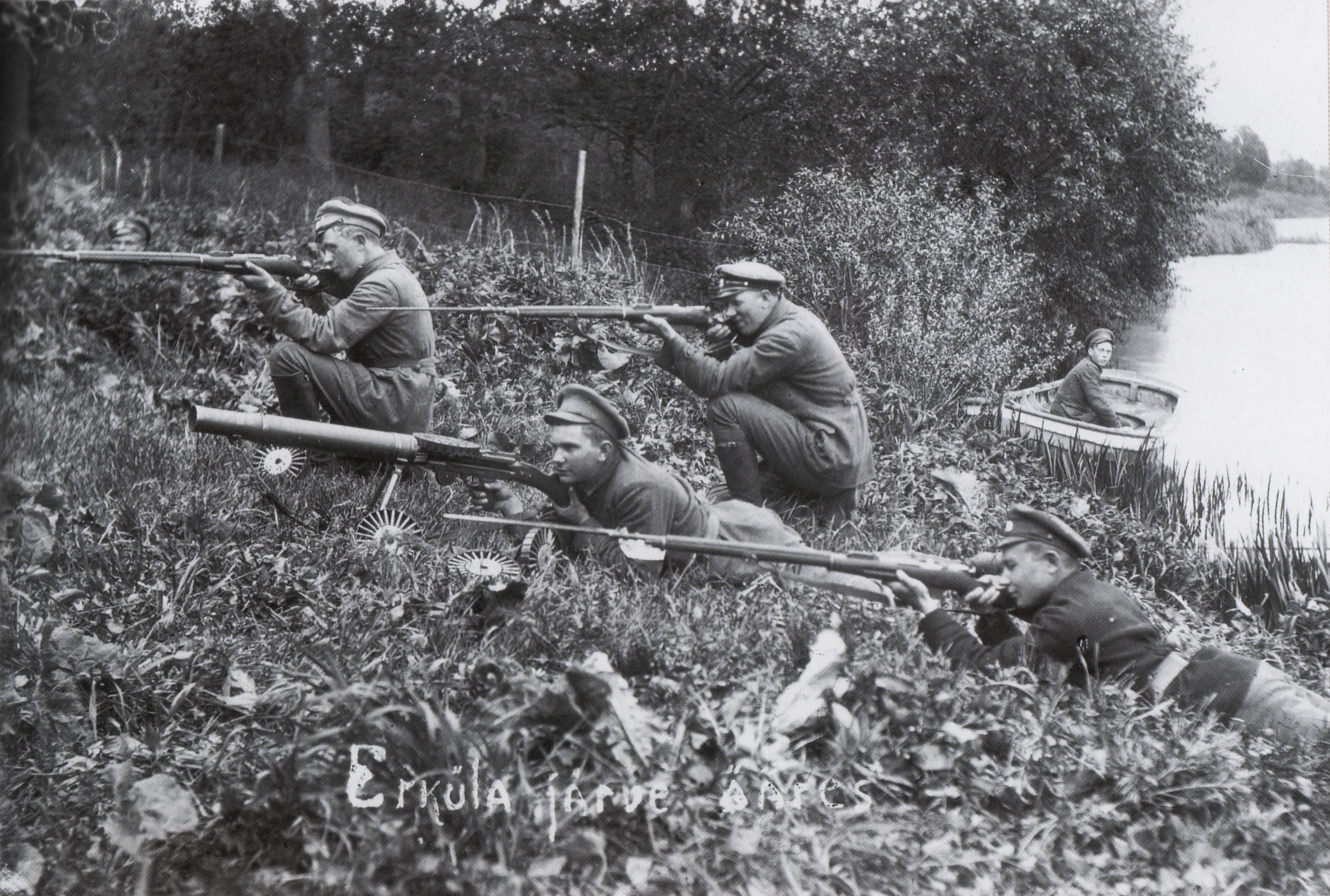
Soldats estonians prop d'Ārciems a Letònia el maig de 1919

Tot i que l'Exèrcit Estonià havia aconseguit el control del seu país, els exèrcits rojos opositors encara romanien actius. L'Alt Comandament Estonià va decidir avançar les línies de defensa a través de la frontera cap a Rússia en suport del Cos del Nord. El 13 de maig, el Cos del Nord va passar a l'ofensiva a Narva, van agafar els soviètics per sorpresa i destruïr llur 6a Divisió. L'ofensiva rebre el suport al llarg de la costa del Golf de Finlàndia per de les marines britàniques i estonianes. Amb el front a prop, la guarnició del fort de Krasnaya Gorka es va amotinar. Però el 7è Exèrcit Roig va rebre reforços i va contraatacar, fent retrocedir els russos blancs, fins que el front es va estabilitzar amb el suport de la 1a Divisió Estoniana als rius Luga i Saba.
L'ofensiva del Grup Estonià de Batalla de Petseri va començar el 24 de maig. Els 600 soldats del 1r Regiment de Fusellers Estonians de l'Exèrcit Roig, juntament amb Leonhard Ritt, comandant de la 1a Divisió de Fusellers Estonians, van canviar de bàndol el mateix dia. Una ofensiva va destruir l'Exèrcit Roig Estonià, va capturar Pskov el 25 de maig i va netejar el territori entre Estònia i el Riu Velikaya de forces soviètiques Pocs dies després, les forces russes blanques van arribar a Pskov, però com que no van poder defensar la ciutat per si soles, algunes forces estonianes van romandre a Pskov, mentre que la resta van ser retirades a la frontera estatal. El Cos del Nord va mobilitzar membres de la població local a l'Óblast de Pskov. El 19 de juny de 1919, el Comandant en Cap Estonià, el general Johan Laidoner, va rescindir el seu comandament sobre els russos blancs, i van ser rebatejats com a Exèrcit del Nord-oest. Poc després, el general Nikolai N. Yudenich va prendre el comandament de les tropes.

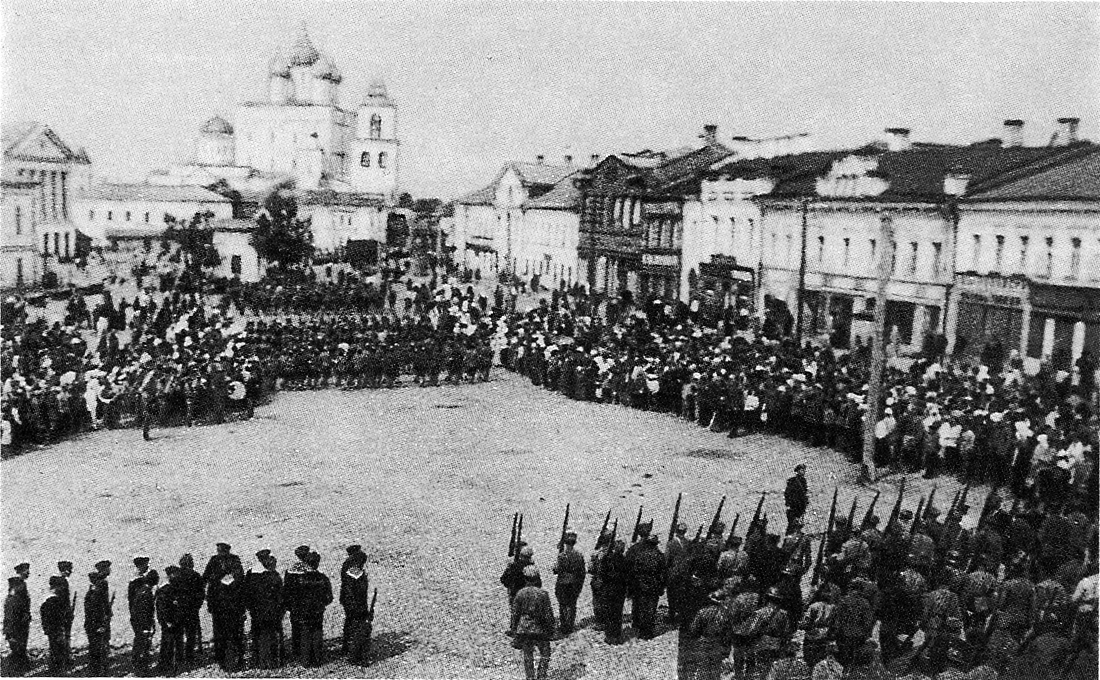
Desfilada de l'exèrcit estonià a Pskov el 28 de maig de 1919

Simultàniament amb l'ofensiva de Pskov, la 2a i la 3a divisions estonianes també van iniciar una ofensiva cap al sud a la Letònia septentrional. A final de maig havien capturat Alūksne i Valmiera. A causa de les ofensives simultànies germano-letones a la Letònia occidental, la situació es tornava molt difícil per als soviètics. El 31 de maig, un regiment de cavalleria estonià liderat per Gustav Jonson va arribar a Gulbene i hi va capturar molt material rodant, inclosos dos trens blindats. Una ràpida ofensiva de la 2a Divisió, encapçalada pel regiment de cavalleria, va continuar i el 6 de juny va travessar el riu Daugava i va capturar Jēkabpils però la 3a Divisió ja no podia donar suport a l'avanç de la 2a Divisió, ja que ara s'enfrontava a un nou enemic: la Baltische Landeswehr'.

### Guerra contra la Landeswehr

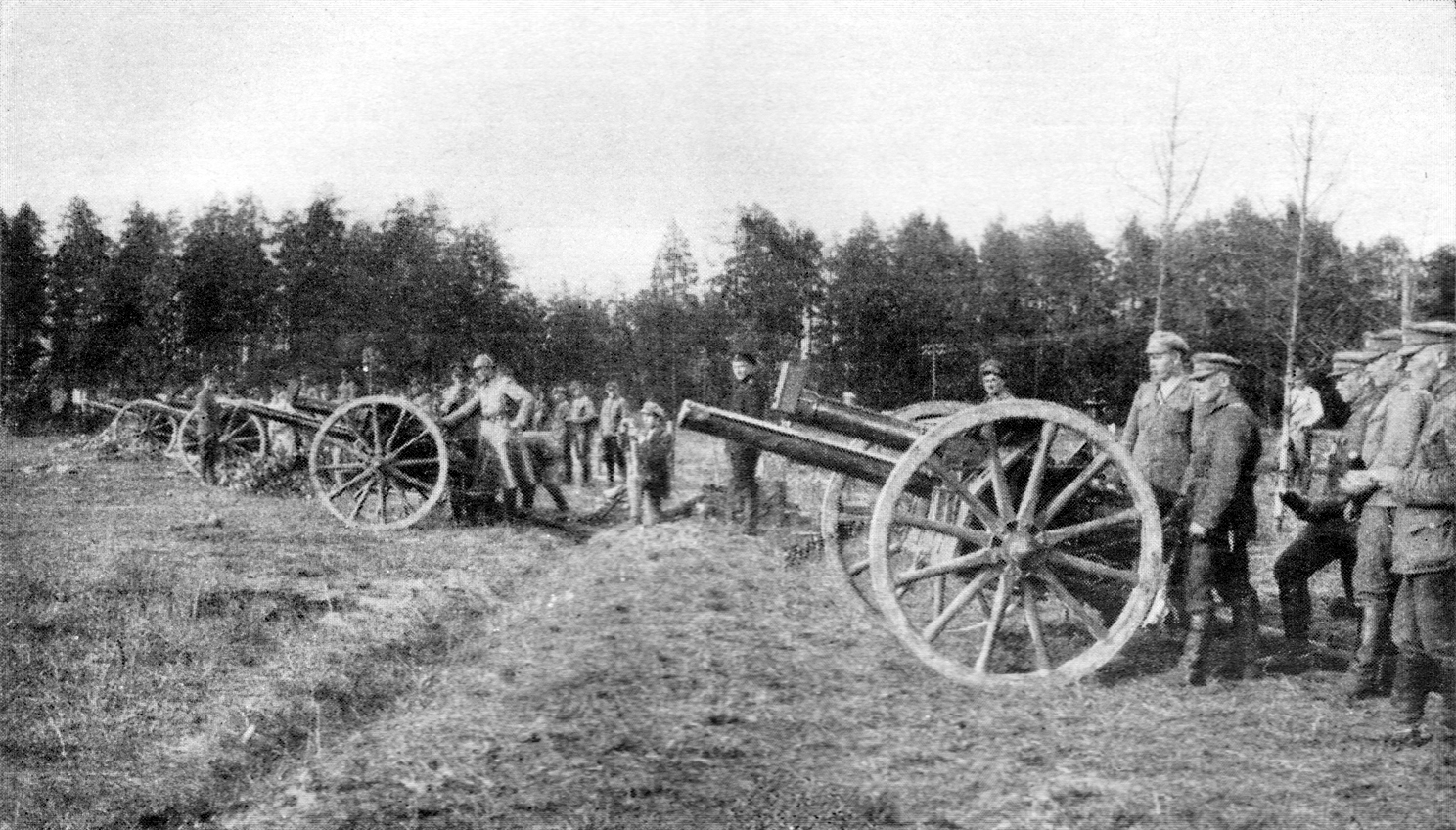
Artilleria estoniana en la guerra contra la Landeswehr

La guerra contra la Baltische Landeswehr va esclatar al front sud de Letònia el 5 de juny de 1919. Els demòcrates letons liderats per Kārlis Ulmanis havien declarat la independència com a Estònia, però aviat van ser obligats a retrocedir fins a Liepāja per les forces soviètiques, on el VI Cos de Reserva Alemany finalment va aturar el seu avanç. Aquesta força alemanya, liderada pel general Rüdiger von der Goltz, consistia en la Baltische Landeswehr formada per germanobàltics, la Divisió de Reserva de la Guàrdia de soldats de l'antic Exèrcit Imperial Alemany que s'havien quedat a Letònia, i el Freikorps Divisió de Ferro de voluntaris motivats per les perspectives d'adquirir propietats als països bàltics Això va ser possible perquè els termes del seu armistici amb els aliats occidentals obligaven els alemanys a mantenir els seus exèrcits a l'Est per contrarestar l'amenaça bolxevic. El VI Cos de Reserva també incloïa el 1r Batalló Letó Independent liderat per Oskars Kalpaks, que consistia en letons ètnics lleials al Govern Provisional de Letònia.–16,500
Els alemanys van interrompre l'organització de les forces nacionals letones, i el 16 d'abril de 1919 el Govern Provisional va ser enderrocat i substituït pel govern titella provisional proalemany de Letònia liderat per Andrievs Niedra. Ulmanis es va refugiar a bord del vaixell de vapor "Saratow" sota la protecció de la Entente. El VI Cos de Reserva va fer retrocedir els soviètics i va capturar Riga el 23 de maig, va continuar avançant cap al nord i va exigir que l'Exèrcit Estonià acabés l'ocupació de parts del nord de Letònia. La veritable intenció del VI Cos de Reserva era annexionar Estònia a un estat titella dominat per Alemanya.

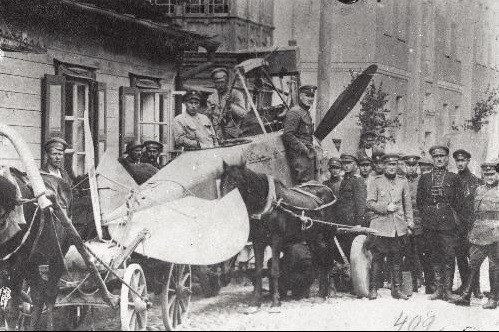
Avió de la Landeswehr abatut per les forces estonianes

El 3 de juny, el general estonià Laidoner va emetre un ultimàtum exigint que les forces alemanyes es retiressin cap al sud, deixant la línia de ferrocarril d'ample ibèric entre Ieriķi i Gulbene sota control estonià. Quan els trens blindats estonians van avançar el 5 de juny per verificar el compliment d'aquesta demanda, la Baltische Landeswehr els va atacar, sense èxit. L'endemà, la Baltische Landeswehr va capturar Cēsis. El 8 de juny, un contraatac estonià va ser rebutjat. Els primers enfrontaments van demostrar que el VI Cos de Reserva era més fort i millor equipat que els soviètics. El 10 de juny, amb la mediació de l'Entente, es va establir un alto el foc. Malgrat la demanda de l'Entente que la força alemanya es retirés darrere de la línia exigida pels estonians, von der Goltz es va negar i va exigir la retirada estoniana de Letònia, amenaçant de continuar lluitant. El 19 de juny, la lluita es va reprendre amb un assalt de la Divisió de Ferro contra posicions de la 3a Divisió Estoniana prop de Limbaži i Straupe, el que va cer l'inici de la Batalla de Cēsis. En aquell moment, la 3a Divisió Estoniana, inclòs el 2n Regiment Letó de Cēsis sota el coronel Krišjānis Berķis, tenia 5990 infants i 125 cavallers. Els intensos atacs alemanys contra les posicions estonianes van continuar fins al 22 de juny, sense aconseguir una ruptura. El 23 de juny, la 3a Divisió Estoniana va contraatacar, recuperant Cēsis. L'aniversari de la Batalla de Cēsis (Võnnu lahing en estonià) se celebra a Estònia com el Dia de la Victòria.
La 3a Divisió Estoniana va continuar l'avanç cap a Riga. El 3 de juliol, quan les forces estonianes eren als afores de Riga, es va establir un alto el foc a petició de l'Entente i el govern d'Ulmanis va ser restaurat a Riga. Es va ordenar a les forces alemanyes que abandonessin Letònia, la Baltische Landeswehr va ser posada sota el comandament del Govern Provisional Letó i enviada a lluitar contra l'Exèrcit Roig. No obstant això, per eludir les ordres de l'Entente, les tropes del dissolt VI Cos de Reserva, en lloc de marxar, van ser incorporades a l'Exèrcit Voluntari de Rússia Occidental, oficialment contractades pel govern titella alemany de Letònia i liderades per Pavel Bermondt-Avalov A l'octubre, la lluita es va reprendre quan l'Exèrcit Voluntari de Rússia Occidental va atacar Riga. Després de la petició letona d'ajuda, Estònia va enviar dos trens blindats per ajudar a repel·lir l'atac alemany. L'exèrcit estonià també va romandre per donar suport a la defensa de Letònia contra els soviètics defensant el front al nord del Llac Lubāns.

### Batalles finals i negociacions de pau

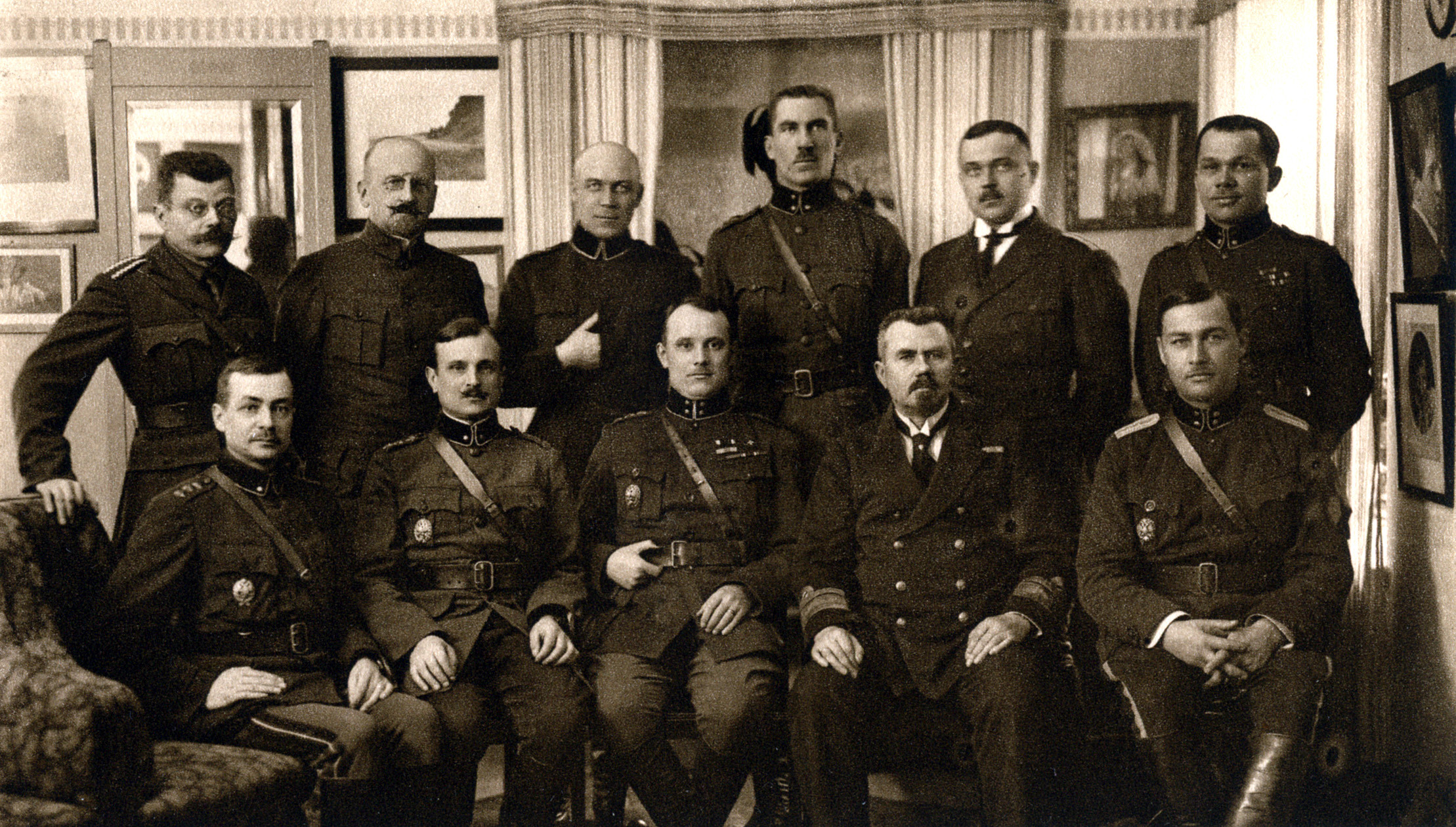
Alt Comandament de l'Exèrcit Estonià el 1920

La Rússia Soviètica havia intentat concloure la pau des de la primavera de 1919. El 25 d'abril de 1919, els comunistes hongaresos es van oferir a mediar en un acord entre els bolxevics i els estonians, però l'almirall Walter Cowan va amenaçar de retirar el suport als estonians si rebutjaven l'oferta hongaresa. Aleshores, els russos van abordar públicament el tema de les converses de pau en una emissió de ràdio els dies 27 i 28 d'abril. El 5 de juny es va abolir la Comuna Estoniana. Una emissió posterior dels russos el 21 de juliol va fer que el periodista britànic Arthur Ransome sondegés el Comissari d'Afers Exteriors Georgy Chicherin sobre el tema de les converses de pau. Com a resultat, el govern soviètic va fer una oferta formal de negociacions el 31 d'agost de 1919. Els estonians van acceptar el 4 de setembre, i les delegacions van iniciar les converses el 16 de setembre. Aleshores, Estònia va proposar aturar les negociacions fins que Letònia, Lituània i Finlàndia haguessin acordat participar en negociacions conjuntes.
A la tardor, l'Exèrcit del Nord-oest va llançar l'operació Espasa Blanca, un gran esforç per capturar Petrograd. Amb les armes proporcionades per la Gran Bretanya i França, i el suport operatiu de l'Exèrcit Estonià, la Marina d'Estònia i la Royal Navy, l'Exèrcit del Nord-oest va iniciar l'ofensiva el 28 de setembre de 1919. Estònia va donar suport a l'Exèrcit del Nord-oest a causa de les demandes de l'Entente Les forces estonianes van fer atacs navals i terrestres conjunts contra el fort de Krasnaya Gorka, mentre que la 2a Divisió Estoniana va intentar destruir els ponts sobre el Riu Velikaya i la 3a Divisió Estoniana va atacar cap a Pytalovo. L'Exèrcit del Nord-oest es va acostar a 16 quilòmetres (10 milles) de Petrograd, però l'Exèrcit Roig va fer retrocedir les tropes russes blanques fins al Riu Narva. Desconfiats dels russos blancs, l'Alt Comandament Estonià va desarmar i internar les restes de l'Exèrcit del Nord-oest que es van retirar darrere de la frontera estatal.

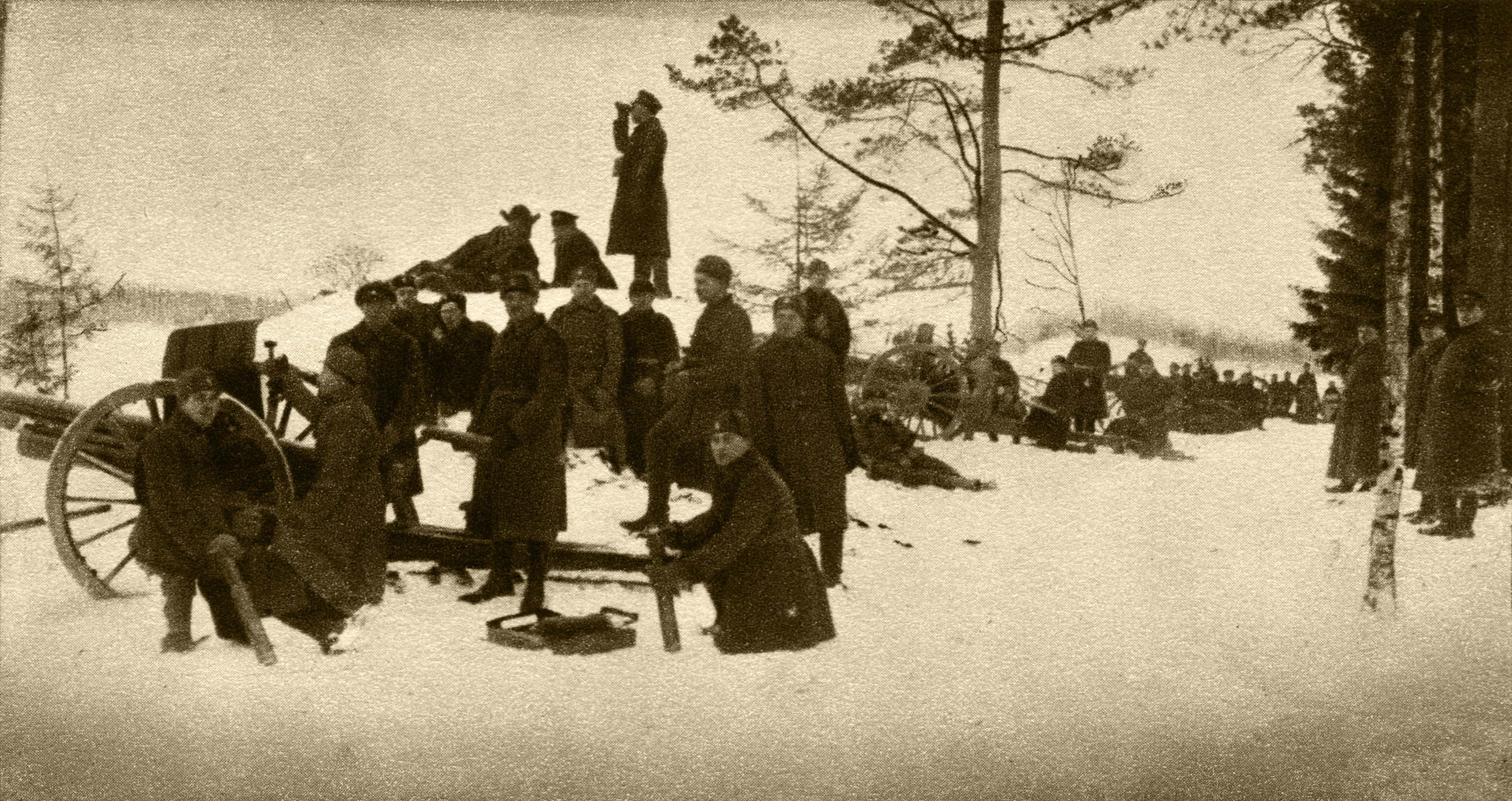
Bateria de campanya estoniana prop de Narva a finals de 1919

El 7è i el 15è exèrcits soviètics, avançant darrere de les forces russes blanques en col·lapse, van continuar atacant les posicions fortificades a la frontera estatal prop de Narva. Els primers enfrontaments van tenir lloc al Riu Luga el 16 de novembre, iniciant les batalles decisives amb 120.000 soviètics enfrontant-se a 40.000 estonians. Després de repetits atacs, el 7è Exèrcit Roig va aconseguir un èxit limitat. A finals de novembre, la situació al front es va calmar, ja que els soviètics necessitaven reposar les seves forces. Per pressionar Estònia a les converses de pau, els intensos atacs soviètics van reprendre el 7 de desembre. El 16 de desembre, la situació es va tornar crítica quan les unitats d'avantguarda del 15è Exèrcit Roig van travessar el riu Narva. L'endemà, un contraatac estonià va fer retrocedir els soviètics. L'alt comandament estonià va reforçar activament la 1a Divisió a Narva durant les batalles, enviant-hi el quarter general de la 3a Divisió. El general Tõnisson va esdevenir comandant del Front de Viru. Després de patir 35.000 baixes en dures batalles, l'Exèrcit Roig estava completament esgotat a finals de desembre.
El 19 de novembre, el nou govern de Jaan Tõnisson va decidir reprendre les converses amb la Rússia Soviètica, fins i tot sense la participació d'altres països bàltics. Les negociacions van començar el 5 de desembre, amb el principal punt de disputa sent les qüestions territorials. Les converses van continuar durant tot el desembre, amb ambdues parts pressionant les seves demandes territorials, mentre que la dura lluita continuava a Narva. El tractat de pau es va concloure finalment el 31 de desembre de 1919, i l'alto el foc va entrar en vigor el 3 de gener de 1920.

## Ajuda estrangera

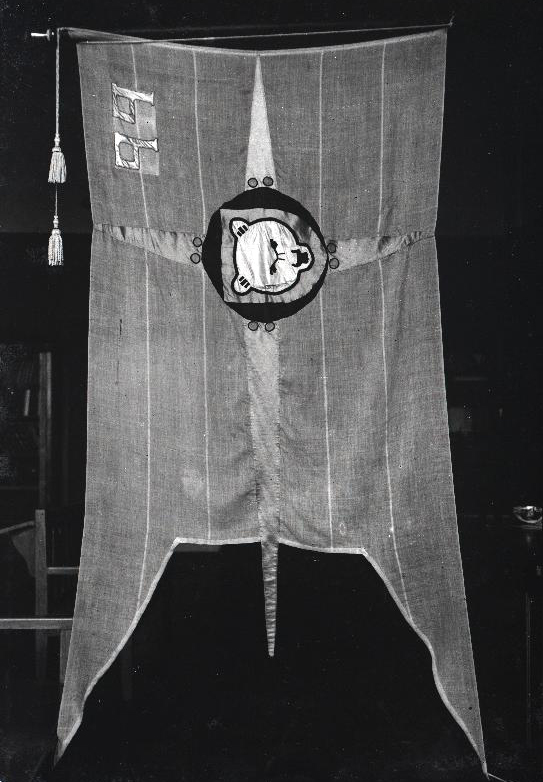
Bandera del regiment de voluntaris finlandesos participant "Pohjan Pojat"

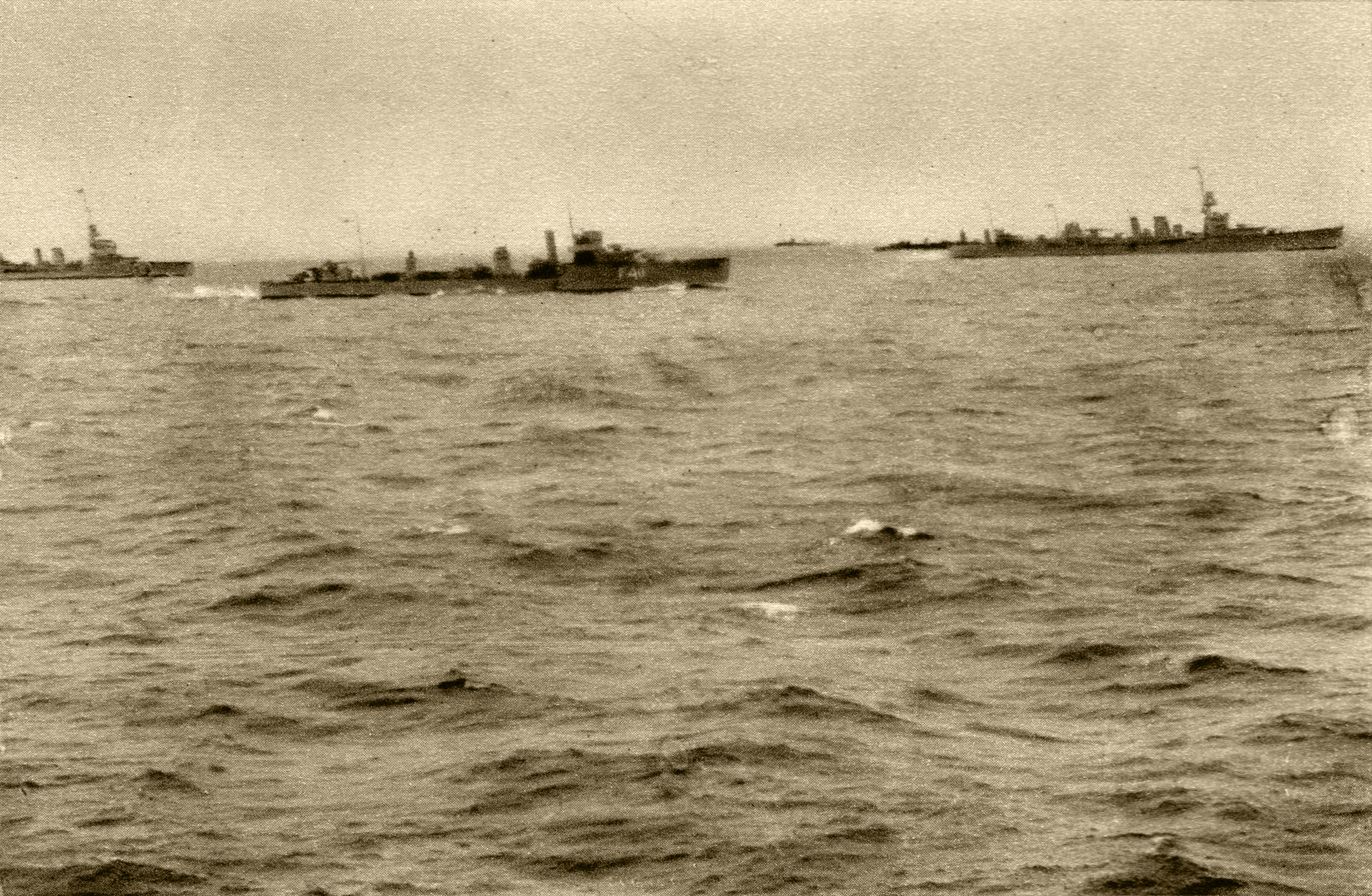
Esquadra britànica a la badia de Koporye l'octubre de 1919

L'ajuda estrangera, principalment del Regne Unit i Finlàndia, va tenir un paper molt important durant les primeres etapes de la guerra. Les forces navals i aèries britàniques van arribar el desembre de 1918, després de les gestions a Londres per polítics estonians. En aquell moment, el nou govern estonià era feble i desesperat, i el primer ministre estonià fins i tot va demanar que el seu estat fos declarat protectorat britànic, però Gran Bretanya no va atendre aquesta petició. No obstant això, l'esquadra britànica va lliurar 6.500 fusells, 200 metralladores i dos canons de campanya. A més, dos destructors soviètics van ser capturats prop de Tallinn i entregats a Estònia. Una esquadra de la Royal Navy va continuar proporcionant suport d'artilleria a la costa i també va protegir el flanc estonià contra la Flota Bàltica russa. El Regne Unit va continuar sent el principal proveïdor d'armes i equipament d'Estònia durant tota la guerra.
Tot i que la marina britànica va proporcionar un suport considerable, l'historiador William Fletcher conclou que "la força naval britànica hauria tingut poc efecte en el resultat dels afers bàltics si els estonians i letons no haguessin proporcionat una força terrestre i marítima vibrant i disciplinada". Els britànics van contribuir amb 88 vaixells a la campanya del Bàltic, dels quals 16 van ser enfonsats. 128 militars britànics van morir a la campanya, nou van ser capturats i almenys 27 van resultar ferits.

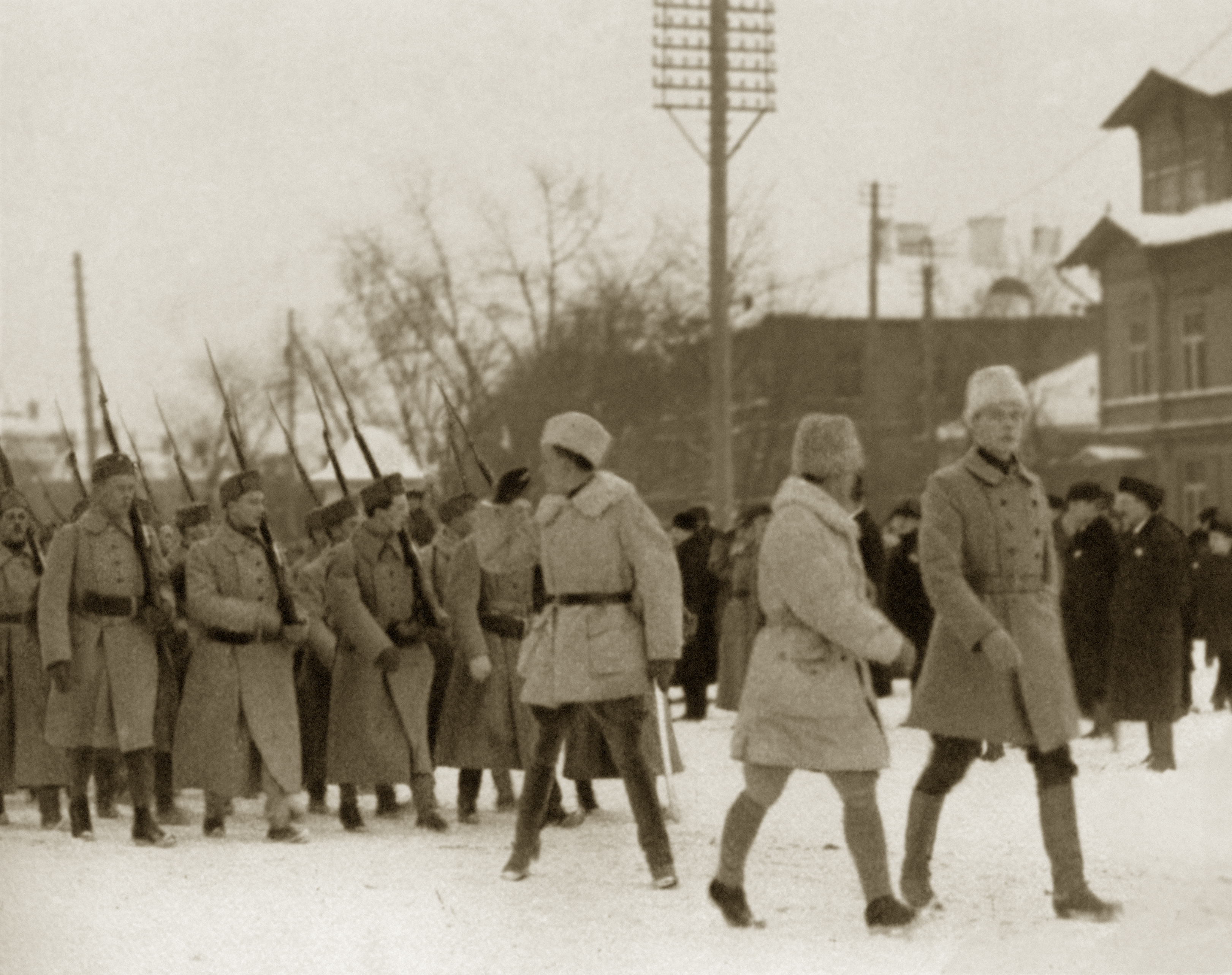
Voluntaris finlandesos arriben a Tallinn, Estònia, el desembre de 1918

Preocupada per tenir un règim bolxevic al sud, Finlàndia va lliurar fons i armes. Finlàndia va proporcionar 5.000 fusells i 20 canons de campanya abans del 12 de desembre. Finlàndia també va enviar 3.500 voluntaris. Pohjan Pojat, liderats per Hans Kalm, van lluitar al front sud, inclosa la Batalla de Paju, mentre que I Suomalainen Vapaajoukko, liderats per Martin Ekström, van lluitar al front de Viru, inclosa la Batalla d'Utria. Els voluntaris finlandesos van tornar a Finlàndia el març-abril de 1919, després d'haver perdut 150 homes.
El Cos Auxiliar Danès-Bàltic, amb aproximadament 200 homes, es va formar sota el comandament del capità Richard Gustav Borgelin l'abril de 1919. La companyia va participar en batalles contra els bolxevics a Letònia i prop de Pskov, i 19 homes havien mort quan el seu contracte va finalitzar al setembre. R. G. Borgelin va ser ascendit a tinent coronel i se li va donar la mansió de Maidla en agraïment pels seus serveis.
La unitat de voluntaris suecs sota el comandament de Carl Mothander es va formar a Suècia a principis de 1919. El març de 1919, 178 voluntaris van participar en missions de reconeixement a Virumaa. A l'abril, la companyia va ser enviada al front sud i va participar en les batalles prop de Pechory. Al maig, la companyia es va dissoldre, amb alguns voluntaris unint-se a altres unitats i la resta tornant a Suècia.

## Tractat de Pau de Tartu

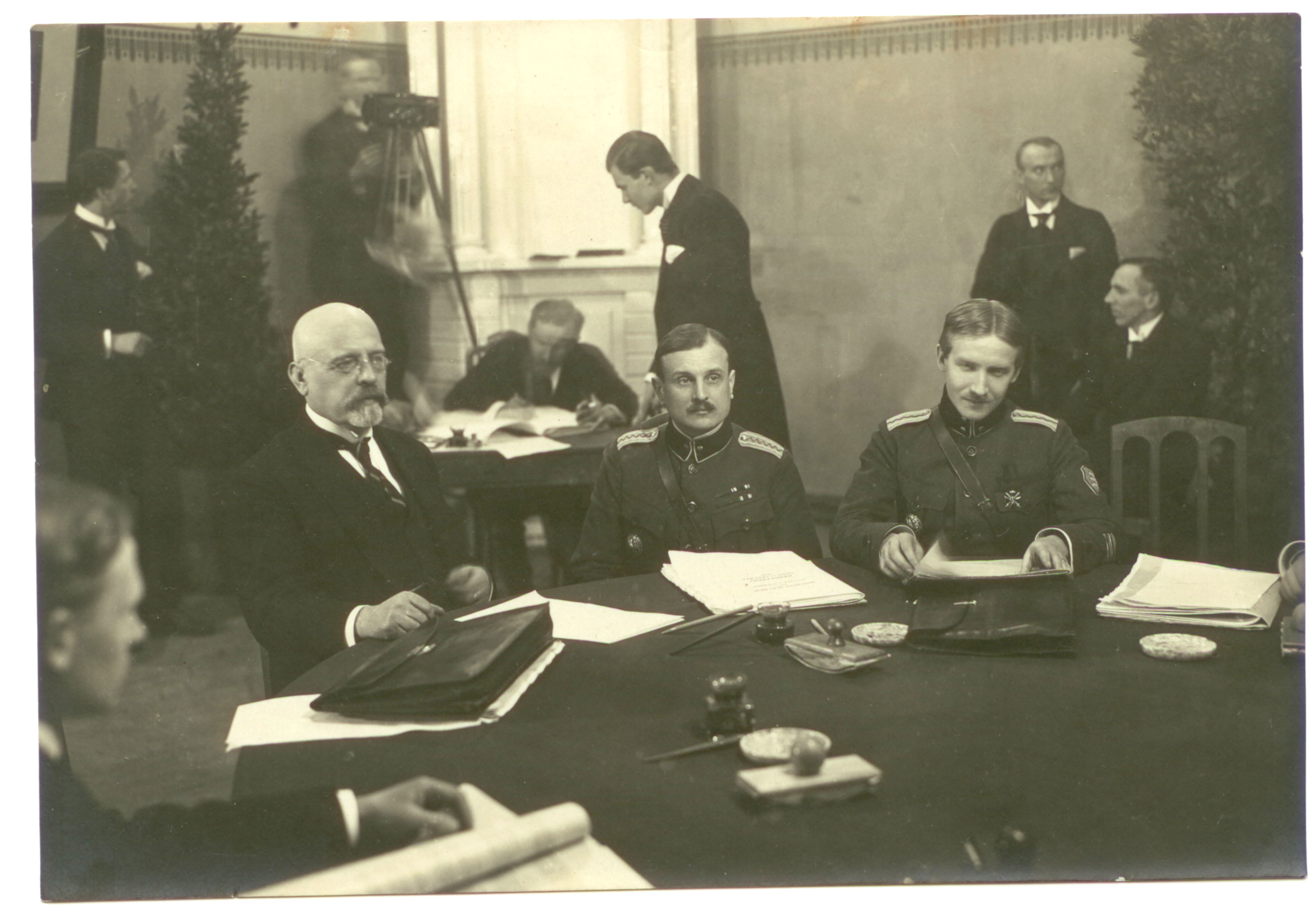
Part de la delegació estoniana a les negociacions del Tractat de Tartu (d'esquerra a dreta): Jaan Poska, Jaan Soots i Victor Mutt.

El 2 de febrer de 1920, la República d'Estònia i la RSFSR van signar el Tractat de Pau de Tartu (russo-estonià). En aquell moment, el règim bolxevic no havia estat reconegut per cap potència occidental. Els termes del tractat establien que Rússia renunciava a perpetuïtat a tots els drets sobre el territori d'Estònia. La frontera acordada es corresponia aproximadament amb la posició de la línia del front en la cessació de les hostilitats. En particular, Estònia va conservar una franja estratègica a l'est del riu Narva i Setumaa al sud-est.